# 圣樊尚德朗德
圣樊尚德朗德（法語：Saint-Vincent-des-Landes，法語發音：[sɛ̃ vɛ̃sɑ̃ de lɑ̃d] ⓘ），法国大西洋卢瓦尔省的一个市镇，位于该省北部偏东，属于沙托布里扬-昂斯尼区，其市镇面积为33.7平方公里，2022年1月1日时人口数量为1,527人。
圣樊尚德朗德是沙托布里扬-代尔瓦勒公共社区的组成部分。

## 地名
“朗德”（Landes）在法语中意为“荒地”。

## 行政
圣樊尚德朗德的邮政编码为44590，INSEE市镇编码为44193。

## 地理

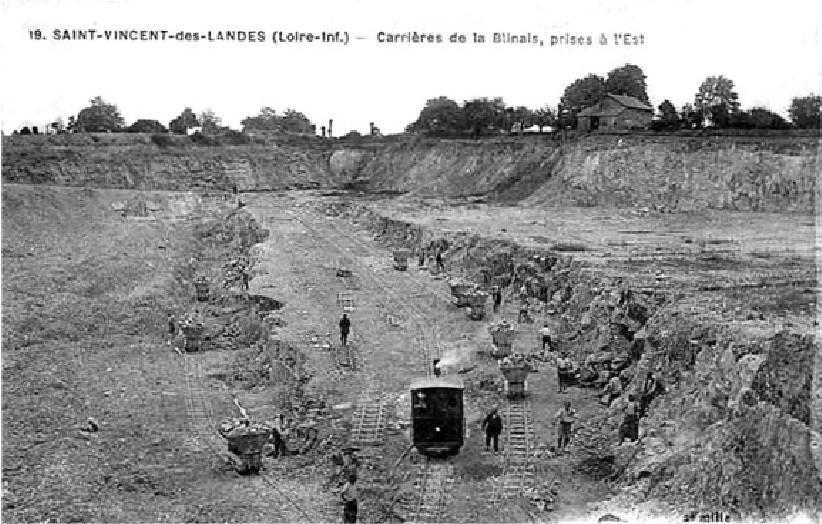
19世纪末一处开采中的煤矿

圣樊尚德朗德（47°39'20"N, 1°29'48"W）位于法国西北部，卢瓦尔河地区大区中西部和大西洋卢瓦尔省北部偏东，距离省会南特大约53公里。
与圣樊尚德朗德接壤的市镇包括：伊塞、让斯、卢伊费尔、吕桑热、圣欧班德沙托、特雷菲约。
圣樊尚德朗德境内地势平坦，海拔在25至77米之间。
按照柯本气候分类法，圣樊尚德朗德属于较为典型的温带海洋性气候，全年温差较小，降水分布均匀。

## 历史
圣樊尚德朗德历史上长期为普通乡村，工业革命时期曾有少量煤炭开采。

## 交通
大西洋卢瓦尔省省道D46线、D69线、D771线和D775线等经过圣樊尚德朗德境内。大西洋卢瓦尔省城际客运344线（圣纳泽尔－沙托布里扬）经过圣樊尚德朗德境内并设有站点。

## 人口
| 年份   | 1936  | 1946  | 1954  | 1962  | 1968  | 1975  | 1982  | 1990  | 1999  | 2006  | 2011  | 2016  | 2017  |
| ------ | ----- | ----- | ----- | ----- | ----- | ----- | ----- | ----- | ----- | ----- | ----- | ----- | ----- |
| 人口數 | 1 487 | 1 422 | 1 382 | 1 424 | 1 421 | 1 414 | 1 394 | 1 437 | 1 323 | 1 415 | 1 488 | 1 521 | 1 528 |